# Bernd-Eichinger-Platz
Der Bernd-Eichinger-Platz ist ein Platz im Münchner Stadtbezirk Maxvorstadt. Er bezeichnet die Fläche vor dem Eingang zur Hochschule für Fernsehen und Film, anschließend an die Gabelsbergerstraße.

## Geschichte
Nachdem der Filmproduzent Bernd Eichinger im Januar 2011 einem Herzinfarkt erlegen war, schlug seine Witwe Katja Eichinger der Stadt München vor, in Erinnerung an Eichingers Verdienste um den Filmstandort München und sein Lebenswerk einen Platz nach ihm zu benennen. Als angemessener Ort wurde die Grünfläche vor der Hochschule für Fernsehen und Film, an der Eichinger selbst studiert hatte, ausgesucht. Der bayerische Finanzminister Markus Söder stimmte einem entsprechenden Vorschlag zu. Auch die Hochschule begrüßte die Idee. Mit Beschluss des Münchner Stadtrates vom 19. April 2012 wurde die Namensgebung offiziell.
Am 7. Mai 2012 wurde das Straßenschild durch Oberbürgermeister Ude im Beisein von Eichingers Witwe Katja und Tochter Nina feierlich enthüllt.